# Стеклянный потолок
Стеклянный потолок — метафора, используемая для представления невидимого барьера, который препятствует тому, чтобы данная демографическая группа (как правило, группы меньшинств) поднималась выше определённого уровня в иерархии. Эта метафора была впервые придумана феминистками в отношении барьеров в карьере женщин с высокими достижениями.
Термин «стеклянный потолок» в теории гендерных исследований был введён в начале 1980-х годов для описания невидимого и формально никак не обозначенного барьера («потолка» в карьере), который ограничивает продвижение женщин по служебной лестнице по причинам, не связанным с их профессиональными качествами. Впоследствии термин был расширен и на другие социальные группы и меньшинства (национальные меньшинства, сексуальные меньшинства и др.).
Женщины и сегодня сталкиваются с этим невидимым барьером. Так, около 84 % топ-менеджеров пятисот ведущих компаний США являются мужчинами (на директорских должностях в этих компаниях мужчины составляют 88 %), несмотря на то, что женщины составляют значительную часть всех сотрудников на низших уровнях в компаниях. Данный барьер обусловлен глубоко укоренившимися стереотипами (в частности, гендерными) в отношении угнетаемых социальных групп и с проявлением так называемого страха успеха со стороны последних.
По мнению современных исследователей, главными препятствиями на пути женщин к высоким и ответственным постам являются традиционная кадровая политика фирм, стереотипы, предполагающие, что женщина не годится для роли лидера, а также отсутствие покровителей.
Стеклянный потолок также может ограничивать карьерный рост мужчин. Например, когда мужчина, поднимаясь по служебной лестнице, не может преодолеть барьер топ-менеджмента: вышестоящая «элита» не хочет принимать его в свой круг.
Также жертвами стеклянного потолка нередко выступают различные расовые, этнические, религиозные и прочие группы и меньшинства.